# Jaden McDaniels
Jaden McDaniels (* 29. September 2000) ist ein US-amerikanischer Basketballspieler, der seit der Saison 2020/21 bei den Minnesota Timberwolves in der National Basketball Association (NBA) spielt. McDaniels ist 2,08 Meter groß und läuft meist als Small Forward auf. Er wurde im NBA-Draft 2020 an 28. Stelle von den Los Angeles Lakers ausgewählt, jedoch direkt via Oklahoma City Thunder zu den Minnesota Timberwolves getauscht.

## Laufbahn
Der jüngere Bruder von NBA-Profi Jalen McDaniels wuchs in Seattle auf und spielte als Schüler an der Federal Way High School südlich der Stadt. 2018/19 erzielte er im Schnitt 23,3 Punkte, 10 Rebounds, 4 Korbvorlagen und 2 Blocks je Begegnung und wechselte zum Folgespieljahr an die University of Washington. Dort verbuchte McDaniels in seiner einzigen Saison 2019/20 Mittelwerte von 13 Punkten and 5,8 Rebounds pro Einsatz. Er traf im Verlauf des Spieljahres 37 seiner 107 Dreipunktewürfe. Nach seinem Freshman-Jahr entschloss er sich zum Wechsel in den bezahlten Basketballsport und schrieb sich für das NBA-Draftverfahren ein. Die Los Angeles Lakers wählten ihn dort an 28. Stelle aus, hatten aber zuvor eine Einigung mit den Oklahoma City Thunder erzielt, McDaniels im Rahmen eines Spielertauschs, der auch den Deutschen Dennis Schröder umfasste, abzugeben.

## Karriere-Statistiken

### NBA

#### Hauptrunde
| Saison  | Team      | GP  | GS  | MPG  | FG % | 3P % | FT % | RPG | APG | SPG | BPG | PPG  |
| ------- | --------- | --- | --- | ---- | ---- | ---- | ---- | --- | --- | --- | --- | ---- |
| 2020–21 | Minnesota | 63  | 27  | 24.0 | .447 | .364 | .600 | 3.7 | 1.1 | 0.6 | 1.0 | 6.8  |
| 2021–22 | Minnesota | 70  | 31  | 25.8 | .460 | .317 | .803 | 4.2 | 1.1 | 0.7 | 0.8 | 9.2  |
| 2022–23 | Minnesota | 79  | 79  | 30.6 | .517 | .398 | .736 | 3.9 | 1.9 | 0.9 | 1.0 | 12.1 |
| 2023–24 | Minnesota | 72  | 71  | 29.2 | .489 | .337 | .722 | 3.1 | 1.4 | 0.9 | 0.6 | 10.5 |
| Gesamt  | Gesamt    | 284 | 208 | 27.6 | .484 | .354 | .729 | 3.7 | 1.4 | 0.8 | 0.8 | 9.8  |

#### Play-offs
| Saison  | Team      | GP | GS | MPG  | FG % | 3P % | FT % | RPG | APG | SPG | BPG | PPG  |
| ------- | --------- | -- | -- | ---- | ---- | ---- | ---- | --- | --- | --- | --- | ---- |
| 2021–22 | Minnesota | 6  | 0  | 21.7 | .529 | .500 | .833 | 2.8 | 0.7 | 0.3 | 1.8 | 9.3  |
| 2023–24 | Minnesota | 16 | 16 | 33.6 | .514 | .429 | .771 | 3.8 | 1.1 | 0.9 | 1.1 | 12.2 |
| Gesamt  | Gesamt    | 22 | 16 | 30.3 | .517 | .447 | .787 | 3.5 | 1.0 | 0.7 | 1.3 | 11.4 |